# 타이슨 듀크스

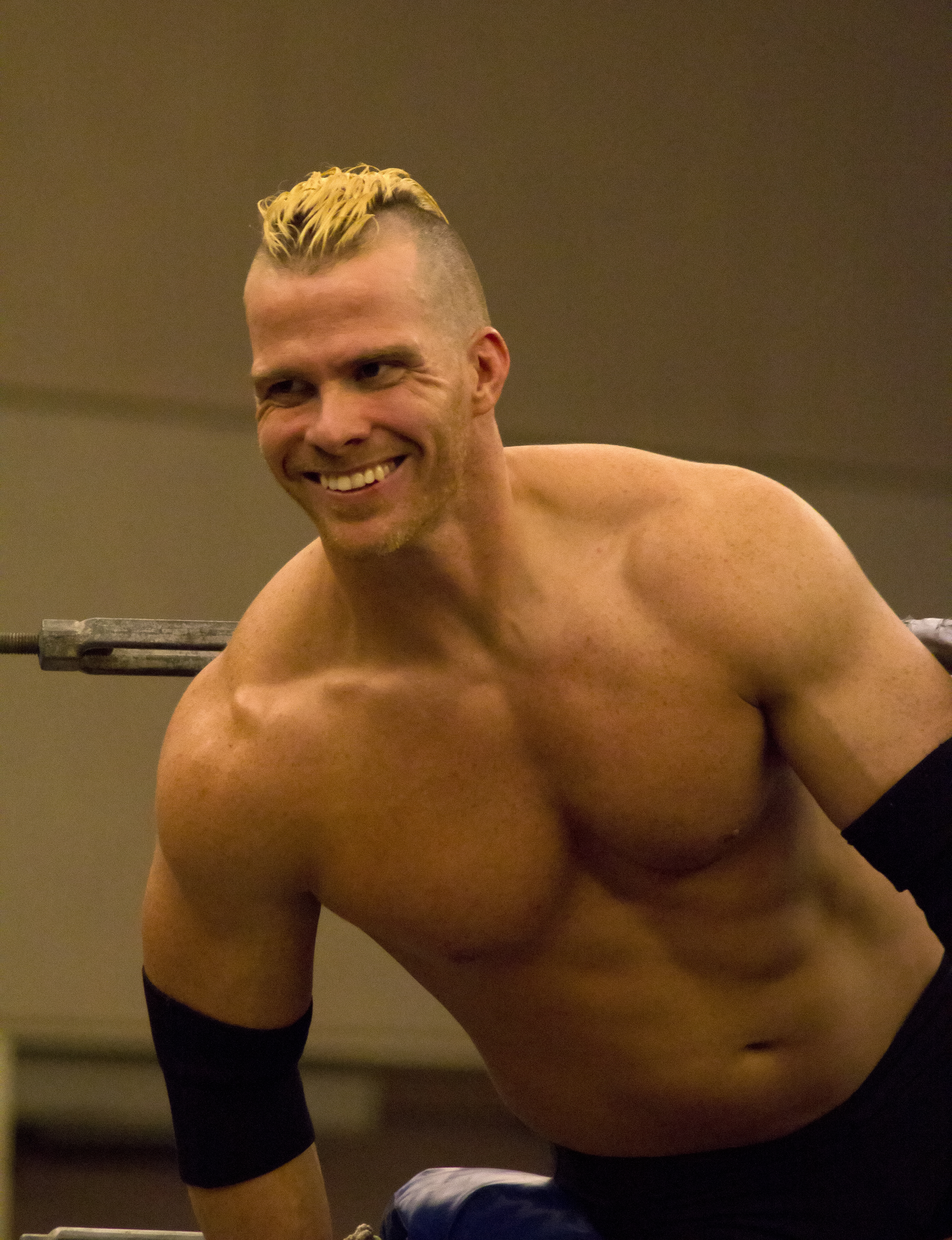
타이슨 듀크스

타이슨 무디(Tyson Moody, 1978년 6월 19일 ~ )는 캐나다의 프로레슬링선수로 타이슨 듀크스(Tyson Dux)라는 링네임으로 잘 알려져 있다. 키는 177cm 몸무게는 91kg이다.